# Đại tiện ngoài trời
Đại tiện ngoài trời (cũng được dùng trong nghĩa ngược lại là đại tiện ngoài trời tự do (open defecation free:ODF) là lối thực hành của con người về việc đi vệ sinh bên ngoài (trong môi trường mở) thay vì đi trong nhà vệ sinh. Con người có thể chọn cánh đồng, bụi rậm, rừng, mương, đường phố, kênh rạch hoặc khoảng đất rộng khác để đi vệ sinh. Họ làm như vậy bởi vì họ không có nhà vệ sinh tại nhà hoặc do tập quán văn hóa truyền thống. Đi tiêu ngoài trời phổ biến ở những nơi mà cơ sở hạ tầng và dịch vụ vệ sinh không có sẵn. Ngay cả khi nhà vệ sinh có sẵn, những nỗ lực thay đổi hành vi vẫn có thể cần thiết để thúc đẩy việc sử dụng nhà vệ sinh. Thuật ngữ "open defecation free" (tạm dịch: đại tiện ngoài trời tự do) (ODF) được sử dụng để mô tả các cộng đồng đã chuyển sang dùng nhà vệ sinh thay vì đi vệ sinh ngoài trời. Điều này có được như khi thực hiện các chương trình vệ sinh tổng thể do cộng đồng làm chủ.
Khoảng 892 triệu người, hay 12 phần trăm dân số toàn cầu, thực hành đại tiện ngoài trời trong năm 2016. Bảy mươi sáu phần trăm (678 triệu) trong số 892 triệu người thực hành đại tiện ngoài trời trên thế giới sống tại bảy quốc gia.
Đại tiện ngoài trời có thể làm ô nhiễm môi trường và gây ra các vấn đề về sức khỏe. Tần suất cao đại tiện ngoài trời có liên quan đến tỷ lệ tử vong ở trẻ em cao, dinh dưỡng kém, nghèo đói và chênh lệch lớn giữa người giàu và người nghèo.(tr11)
Chấm dứt đại tiện ngoài trời là một chỉ số được sử dụng để đo lường tiến độ hướng tới mục tiêu phát triển bền vững số 6. Sự nghèo khổ cùng cực và thiếu vệ sinh có mối liên kết thống kê với nhau. Do đó, loại bỏ việc đại tiện ngoài trời được cho là một phần quan trọng trong nỗ lực xóa đói giảm nghèo.